# ウォーターフォード統監
ウォーターフォード統監（ウォーターフォードとうかん、英語: Lord Lieutenant of Waterford）は、イギリスの官職。統監の1つで、ウォーターフォード県を担当する。1831年首席治安判事（アイルランド）法（Custos Rotulorum (Ireland) Act 1831）により、Governor職を置き換える形で設立され、ウォーターフォード首席治安判事も兼任する。1922年に建国したアイルランド自由国では統監が任命されなくなったが、法律自体は残り、1983年制定法整理法で正式に廃止された。

## 一覧
- 1831年10月17日 – 1874年1月23日：ヘンリー・ヴィリアーズ＝ステュアート（英語版）（のち初代ステュアート・ド・デシーズ男爵）[3]
- 1874年3月9日 – 1874年7月8日：第4代準男爵サー・リチャード・マスグレイヴ[3]
- 1874年8月19日 – 1895年10月23日：ジョン・ベレスフォード[3]
- 1895年12月7日 – 1908年3月24日：スペンサー・キャヴェンディッシュ[3]
- 1908年7月7日 – 1908年9月8日：ヘンリー・チャールズ・ウィンザー・ウィリアーズ＝ステュアート[3]
- 1909年2月5日 – 1915年8月30日：エドモンド・ド・ラ・プア（英語版）[3]
- 1915年12月22日 – 1922年：ジョン・ウィリアム・リヴァロン・ド・ラ・プア[3]